# Église Saint-Étienne de Bouttencourt
Pour les articles homonymes, voir Église Saint-Étienne et Saint-Étienne (homonymie).
L'église Saint-Étienne est une église catholique située sur le territoire de la commune de Bouttencourt, département français de la Somme, en France, à l'écart des zones habitées, sur le versant exposé au sud de la Bresle.

## Historique
L'église Saint-Étienne de Bouttencourt a été construite au cours des XIIIe, XIVe, XVe et XVIe siècles. L'édifice est protégé au titre des monuments historiques pour les abouts de blochets décorant les corniches : classement par arrêté du 18 mai 1908. Le reste de l'église bénéficie d'une inscription par arrêté du 4 mars 1926.

## Caractéristiques
L'église est composée d'une nef du XVe siècle avec voûte en charpente et bas-côtés du XVe siècle. Les colonnes cylindriques qui soutiennent la voûte sont décorées de chapiteaux-frise.
Cette frise est ornée de sablières sculptées de médaillons et d'animaux fantastiques enroulés de rinceaux de feuillage. À la croisée du transept, se trouve une ancienne poutre de gloire entre deux gueules de monstres sur lesquelles reposent des statues.

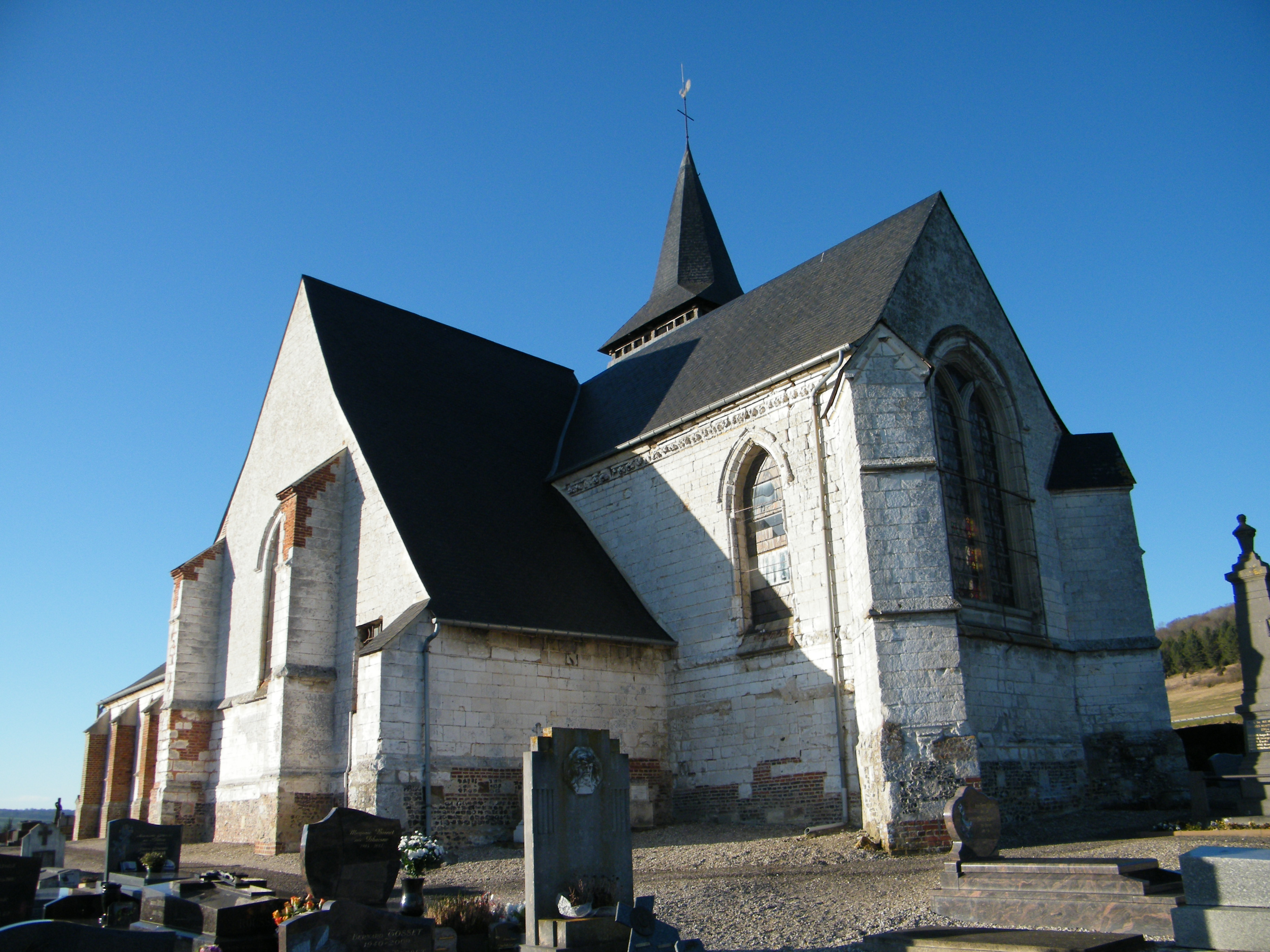
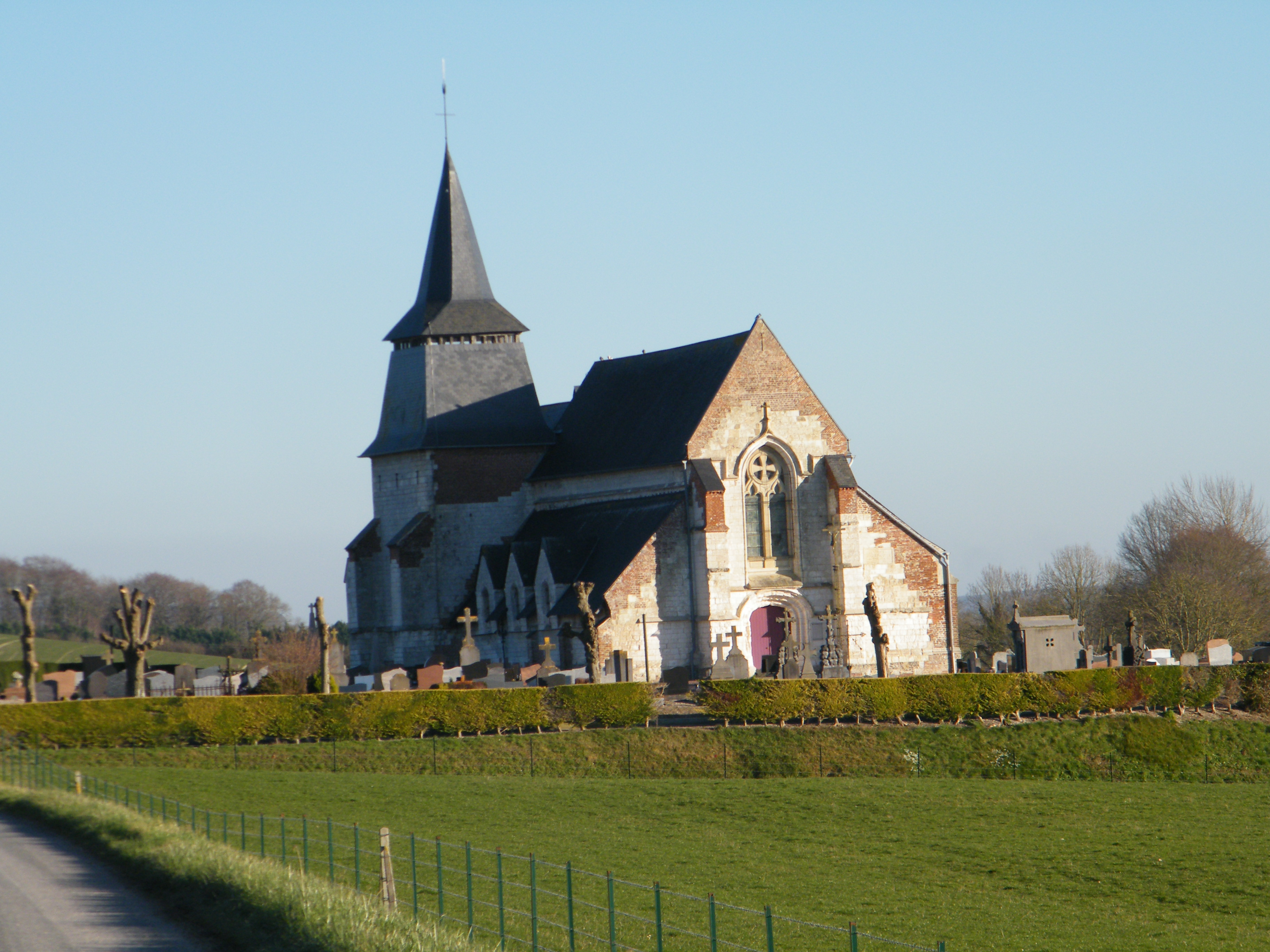
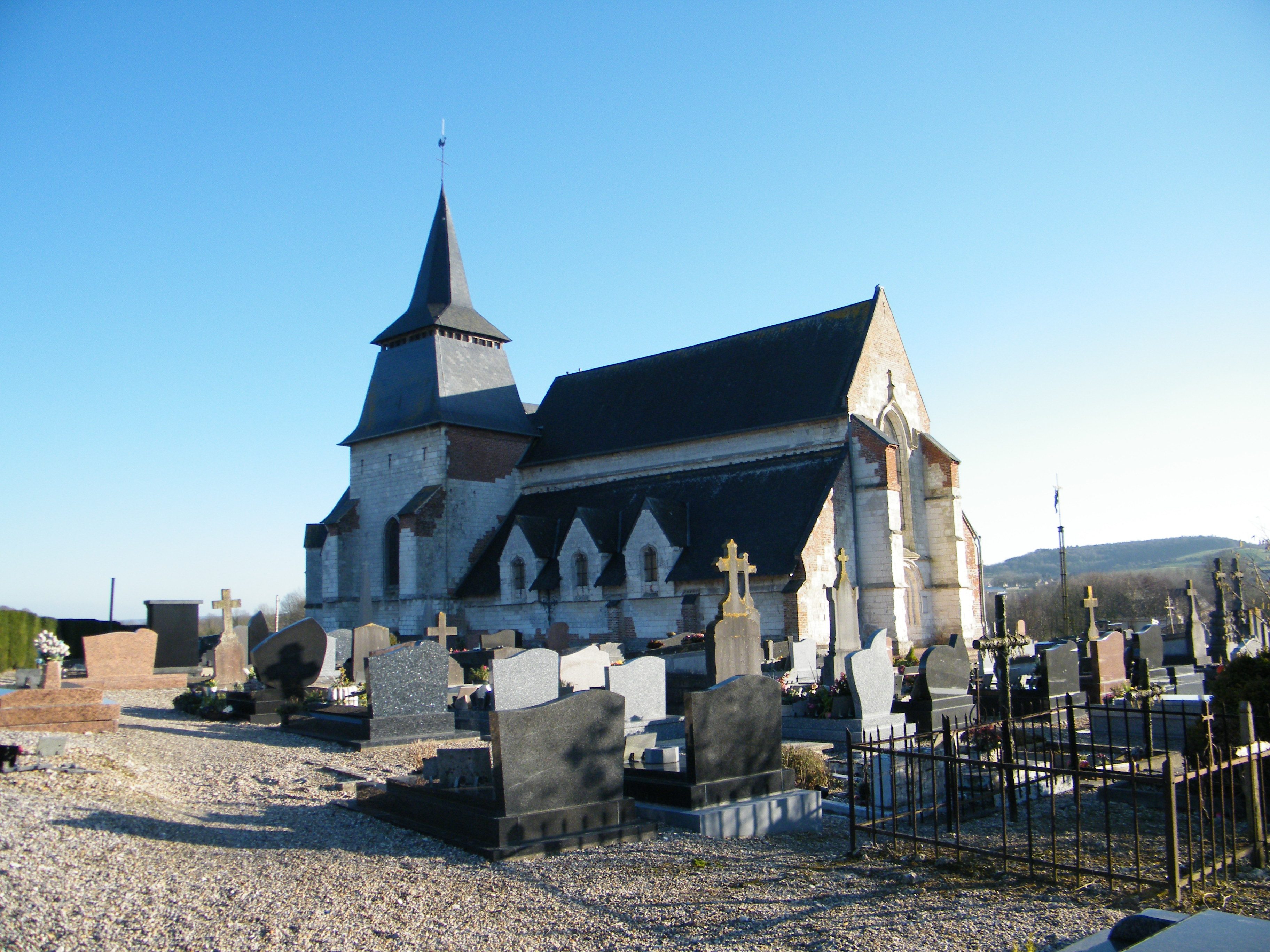